# Beija-flor-de-garganta-verde-africano
O Beija-flor-de-garganta-verde-africano, beija-flor-de-garganta-verde ou nectarínia-de-papo-verde (Chalcomitra rubescens) é uma espécie de ave da família Nectariniidae.
Pode ser encontrada nos seguintes países: Angola, Burundi, Camarões, República Centro-Africana, República do Congo, República Democrática do Congo, Guiné Equatorial, Gabão, Quénia, Nigéria, Ruanda, Sudão, Tanzânia, Uganda e Zâmbia.
Esta espécie não deve ser confundida como o beija-flor-de-garganta-verde, um troquilídeo americano que habita endemicamente a América do Sul e outras partes tropicais americanas.
Possui cores fortes brilhantes, entre elas o verde que cobre a parte superior da cabeça ate ao peito, onde se vêm cores como azul e vermelho, embora dificies de se observarem devido a incidencia de luz. Podem variar e ser camufladas pelo preto forte e brilhante de suas penas que cobrem a parte inferior do corpo, medem entre: 5 cm - 12 cm (com a cauda). Esta espécie adaptou-se as zonas urbanas e por isso reproduz-se facilmente, além de existirem imensos nas savanas.
Prescrevem voos muito rápidos e ondulados.